# The Cabaret Dancer
The Cabaret Dancer è un cortometraggio muto del 1914 diretto da Robert G. Vignola e interpretato da Alice Joyce. Prodotto dalla Kalem Company, il film venne distribuito nelle sale il 6 aprile 1914 dalla General Film Company.

## Produzione
La Kalem Company produsse il film nel 1914.

## Distribuzione
Il film - un cortometraggio in due bobine - uscì nelle sale USA il 6 aprile 1914, distribuito dalla General FIlm Company.